# MLS Season Pass
MLS Season Pass es un servicio de streaming de fútbol operado por Apple Inc. que incluye partidos en vivo de la Major League Soccer. El paquete se lanzó en la temporada 2023 de la Major League Soccer como parte de un nuevo acuerdo de derechos de medios de 10 años entre la MLS y Apple, en virtud del cual posee los derechos globales de transmisión por Internet de la liga.
MLS Season Pass es un servicio basado en una suscripción mediante la Aplicación de Apple TV, que ofrece cobertura en vivo de todos los partidos de la temporada regular y los playoffs de la MLS, así como la Leagues Cup, partidos seleccionados de MLS Next y MLS Next Pro, programas de estudio y otro contenido de video (incluidas repeticiones de partidos y programación original). Según los nuevos contratos, se suspendieron los partidos televisados a nivel regional, por lo que todos los partidos se transmiten a nivel mundial sin restricciones de transmisión.
Se ofrecerá una selección de partidos cada semana para su transmisión gratuita sin necesidad de alguna suscripción. Así mismo, se vendió un paquete de televisión lineal no exclusivo de partidos a Fox Sports en los Estados Unidos y a Bell Media en Canadá. En 2025, la MLS comenzó a distribuir el Season Pass a los consumidores a través de proveedores de televisión seleccionados en los Estados Unidos.

## Historia
La MLS había solicitado que sus equipos no negociaran los derechos de televisión regional para sus partidos más allá de la temporada 2022, lo que sugiere que la liga estaba considerando cambiar a un modelo centralizado para sus derechos de transmisión (más parecido a la National Football League y las ligas de clubes europeas como la Premier League) después de que sus actuales acuerdos de televisión nacional en ese momento con ESPN, Fox Sports y Univision expiren al mismo tiempo.
El 14 de junio de 2022, la MLS anunció un acuerdo de transmisión de 10 años con Apple Inc. que entraría en vigencia en la temporada 2023, según el cual tendría los derechos de transmisión global de la liga. Fue la segunda incursión importante de Apple en los derechos deportivos profesionales, después de haber lanzado Friday Night Baseball de las Grandes Ligas de Béisbol a principios de ese año.
El nombre y el precio del servicio en Estados Unidos se anunciaron el 16 de noviembre de 2022, y empezaría a estar disponible a partir del 1 de febrero de 2023, para el inicio de la temporada el 25 de febrero de 2023.
Para mantener su presencia en la televisión lineal, la MLS llegó a acuerdos de derechos no exclusivos por tres años con Fox Sports (en Estados Unidos mediante Fox y Fox Deportes) y Bell Media (en Canadá a través de TSN y RDS) para transmitir paquetes de partidos de la MLS en sus cadenas. El contrato puso fin a las asociaciones de largo plazo de la liga con ESPN y Univision; ESPN había sido uno de los principales socios mediáticos de la Major League Soccer desde su creación. Univision continuará televisando partidos selectos de la Leagues Cup, incluida la cobertura lineal exclusiva de la final. Según se informa, ESPN y Univision se negaron a renovar sus contratos debido a objeciones a aspectos del contrato de Apple, ya que ambas compañías también operan plataformas de streaming competidoras (ESPN+, que anteriormente tenía los derechos de transmisión fuera del mercado, y Vix, respectivamente), y ya no tendrían derechos exclusivos sobre los partidos que televisan.
En 2024, MLS Season Pass llegó a un acuerdo con U.S. Soccer para transmitir los cuartos de final, semifinales y la final de la U.S. Open Cup 2024.
Para la temporada 2025 de la Major League Soccer, MLS Season Pass anunció planes para transmitir Sunday Night Soccer, un partido dominical en horario estelar disputado cada semana que estaría disponible para todos los suscriptores de Apple TV+.

## Distribución
El pase de temporada de la MLS se vende mediante una suscripción a través de la aplicación Apple TV, ya sea mensual o por temporada; el precio en Estados Unidos se fijó en $14.99 dólares estadounidenses por mes. o $99 dólares por temporada. El pase de temporada de la MLS es independiente y no requiere una suscripción a Apple TV+, sin embargo, hay descuentos disponibles para los suscriptores de dicho servicio. Los abonados de temporada de los equipos de la MLS también reciben el MLS Season Pass gratis. Una selección de partidos a lo largo de la temporada 2023 se transmitieron de forma gratuita; durante el fin de semana inaugural de dicha temporada, todos los juegos se emitieron sin costo alguno, mientras que durante las primeras semanas de la temporada posterior se programaron al menos seis partidos gratis por semana. En las semanas posteriores, hubo tan solo dos partidos gratuitos.
Tal como lo hizo con el Thursday Night Football de Amazon Prime Video en la NFL, DirecTV adquirió los derechos para distribuir el MLS Season Pass para sus suscriptores comerciales, asegurando así la disponibilidad de los partidos en lugares de encuentro (como bares y restaurantes) que no están equipados para manejar transmisiones únicamente en streaming. En febrero de 2023, T-Mobile US ofreció a sus suscriptores una suscripción de un año al pase de temporada de la MLS a través de la aplicación T-Mobile Tuesdays. En junio de 2023, Optus Sport, un canal de deportes de Australia, presentó una oferta similar. A partir de la temporada 2025, DirecTV renovó sus derechos para distribuir el Season Pass por varias temporadas. Con esta renovación, el proveedor añadió el derecho a distribuir el paquete a clientes residenciales. También se llegó a un acuerdo similar con Comcast para distribuir el servicio a través de Xfinity.

## Producción
El MLS Season Pass transmite todos los partidos de la temporada regular y los playoffs de la MLS en vivo y bajo demanda, y es el proveedor exclusivo de todos los partidos que no estén sublicenciados a una emisora lineal. También emite todos los partidos de la Leagues Cup y partidos seleccionados de MLS Next y MLS Next Pro. Como los equipos ya no pueden vender paquetes de partidos para transmisiones regionales, a lo largo del acuerdo de larga duración no habrán suspensiones de partidos fuera del mercado.
Desde la temporada 2023, todas las transmisiones de la MLS son producidas internamente por la liga como parte de una iniciativa conjunta entre IMG y NEP Group. Todos los partidos de la MLS transmitidos por el MLS Season Pass se producen en alta definición de 1080p con sonido envolvente 5.1 y utilizan «elementos de datos mejorados». Los comentarios de los partidos están disponibles en inglés y español, así como en francés para los partidos que involucran a equipos canadienses (CF Montréal, Toronto FC y Vancouver Whitecaps FC). Las transmisiones de radio locales también están disponibles como opción.
MLS Season Pass produce tres programas de estudio: el show previo al partido MLS Countdown, MLS 360 (que ofrece una cobertura «rápida» de cada jornada del sábado) y el programa de lo más destacado de la jornada MLS Wrap-Up. Los tres se producen en Metropolis Studios, un estudio de 650 m² en Manhattan, Nueva York, con instalaciones adyacentes para salas de control en inglés y español. Las señales de video se transmiten a un centro de datos de NEP Group en Dallas para su codificación y distribución desde una instalación de Apple en Van Nuys, California. El servicio también ofrece contenido bajo demanda, como partidos clásicos, videos producidos por los equipos y series originales (como The Ritual, una docuserie que destaca la cultura de los fanáticos de las franquicias de la Major League Soccer).
MLS Productions se trasladó a los estudios en la sede de WWE en Stamford, Connecticut (propiedad de TKO Group Holdings, subsidiaria de Endeavor que cotiza en bolsa) en 2025, consolidando tanto la producción del MLS Season Pass como otras producciones de medios internas que anteriormente se realizaban desde la sede de la MLS. Las nuevas instalaciones también permitieron una mayor centralización de la producción de los encuentros, como los gráficos (lo que permitió personalizar las transmisiones con gráficos dedicados para idiomas específicos como el español) y una pequeña cantidad de partidos producidos de forma remota con un modelo de integración remota (REMI) desde los estudios NEP Vista en Florida utilizando comentaristas externos.

## Analistas
MLS Season Pass utiliza un equipo interno de comentaristas que contiene narradores específicos asignados a menudo a los partidos a nivel regional para reducir los viajes y brindar familiaridad a los espectadores.

## Audiencia
Según el Sports Business Journal, el servicio había superado el millón de suscriptores en julio de 2023, incluyendo las suscripciones gratuitas para clientes de T-Mobile y miembros de abonos de temporada de cada equipo, los críticos atribuyeron el aumento al fichaje de alto perfil de Lionel Messi por el Inter de Miami. Los datos recopilados por la empresa de análisis Antenna detectaron un aumento importante en las suscripciones para el partido debut de Messi con Miami, con 110 000 nuevas suscripciones solo en Estados Unidos.
Si bien Apple y MLS comparten información de suscripción al MLS Season Pass, no comparten datos reales de audiencia; esto ha hecho que las empresas duden en anunciar en el servicio con esta incertidumbre.